# Vlag van Melle
De vlag van Melle werd door de gemeenteraad op 18 februari 1980 officieel vastgesteld als de gemeentelijke vlag van de Oost-Vlaamse gemeente Melle. Op 10 december 1980 werd hij door het Bestuur van Vlaanderen bevestigd en uiteindelijk gepubliceerd op 3 februari 1981 in het officiële Belgisch Staatsblad.
Officieel wordt de vlag beschreven als:
Linksgeschuind van rood en van geel, rood aan de stok, het gemeentewapen op het midden.
De kleuren van de vlag zijn afkomstig op het gemeentewapen, dat ook op de vlag is afgebeeld.
In 2025 is Melle samen met Merelbeke opgegaan in de gemeente Merelbeke-Melle. De vlag is daardoor als gemeentevlag komen te vervallen.

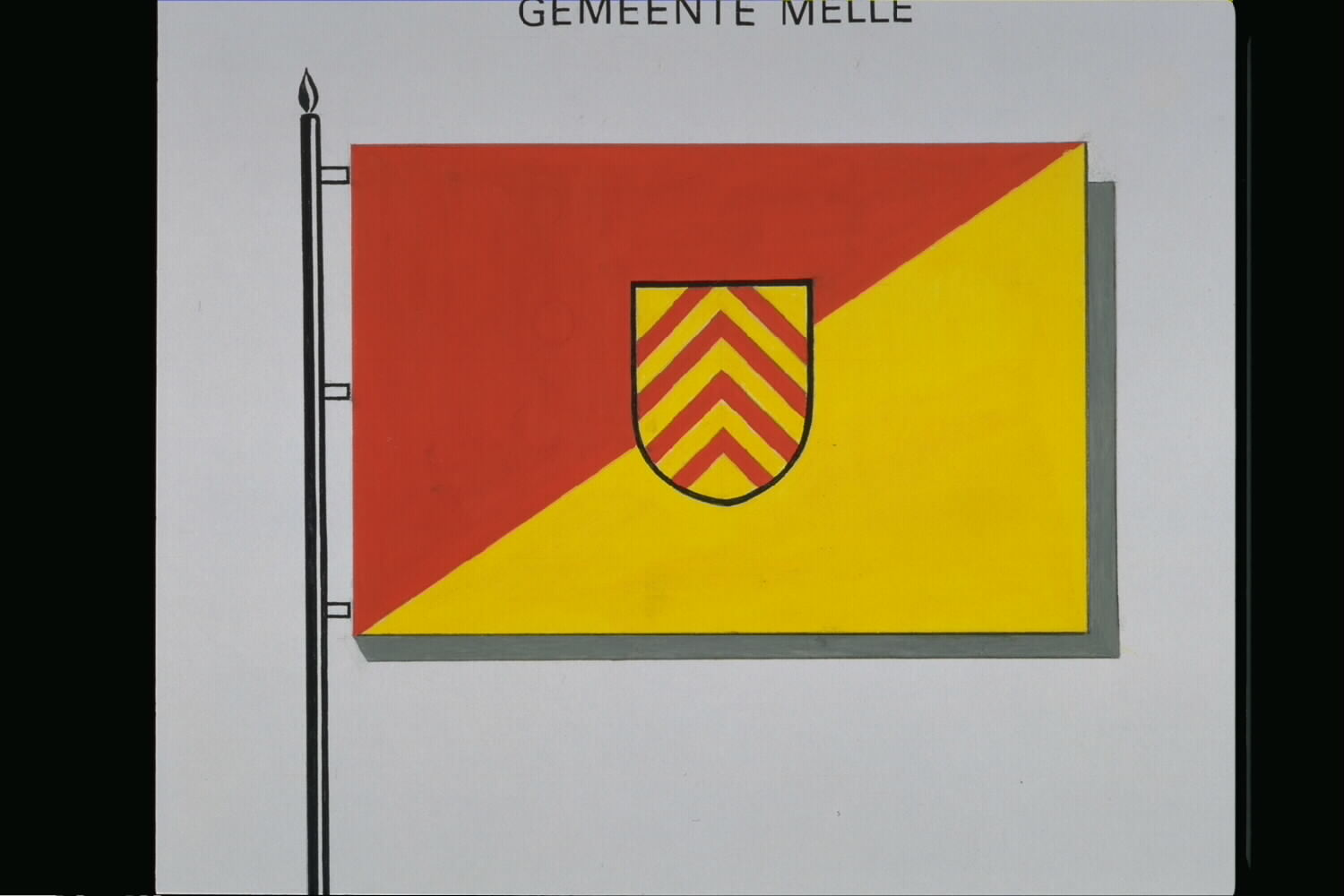
Officiële tekening van de vlag